# جوسيبي دي جراندي
جوسيبي دي جراندي (بالإيطالية: Giuseppe Di Grande)‏ مواليد 7 سبتمبر 1973 في سرقوسة، هو دراج إيطالي سابق في صنف سباق الدراجات على الطريق.

## روابط خارجية
- جوسيبي دي جراندي على موقع الاتحاد الدولي للدراجات (الإنجليزية)
- جوسيبي دي جراندي على موقع أرشيف الدراجات (الإنجليزية)
- جوسيبي دي جراندي على موقع إحصائيات الدراجات الإحترافية (الإنجليزية)
- جوسيبي دي جراندي على موقع CycleBase (الإنجليزية)